# Danh sách đảo Kazakhstan
Danh sách đảo của Kazakhstan:
- Basaral
- Barsa-Kelmes
- Bolshiye Peshnyye
- Durneva
- Korzhin
- Spirkin Oseredok
- Tasaral
- Quần đảo Tyuleniy (Kazakhstan)
- Vozrozhdeniya
- Zhanbay